# Jose Glover
Joseph Glover (tipicamente chiamato Jose o Josse; ... – 1638) è stato un religioso inglese, ministro anticonformista  e pioniere della stampa nelle colonie inglesi del Nord America.
Contribuì alla fondazione dell'Harvard College.
Glover fu rettore di Sutton, allora nella contea del Surrey, dal 1628 al 1636. Si sposò per la seconda volta intorno al 1630 con Elizabeth Harris, figlia del reverendo Nathaniel Harris, rettore di Bletchingley nel Surrey.
Glover visitò la Nuova Inghilterra intorno al 1634 e raccolse consensi per quello che sarebbe diventato l'Harvard College. Riuscì ad acquistare una macchina da stampa e le relative attrezzature grazie a fondi reperiti sia in Inghilterra che in Olanda e firmò un accordo con i fabbri Stephen e Matthew Daye e tre operai il 7 giugno 1638 a Cambridge per spedire le attrezzature in America a bordo della nave John of London e successivamente farle funzionare.
Glover morì di febbre durante il viaggio di ritorno in America nel 1638, ma sua moglie e i fratelli Daye furono in grado di continuare il suo lavoro di creazione di una macchina da stampa nel New England.
L'American Antiquary Society documenta che Glover scrisse il suo testamento il 16 maggio 1638 e che fu approvato dalla Corte Prerogativa di Canterbury il 22 dicembre dello stesso anno.
Utilizzando l'attrezzatura acquistata da Glover, Daye pubblicò nel 1639 The Free Man's Oath, documentazione per un giuramento di fedeltà ai coloni. L'anno successivo, nel 1640, fu pubblicato The Whole Booke of Psalmes, che divenne il primo libro completo ad essere pubblicato nel Nuovo Mondo.
Jose ed Elizabeth Glover ebbero un figlio, John, anch'egli laureato ad Harvard e medico, che morì nel 1668.